# .pro
De domeinnaam pro is een topleveldomein op het internet. De domeinnaam is de afkorting die ook voor de doelgroep Professionals wordt gehanteerd.

## Geschiedenis
Het domein is voor het eerst geregistreerd in juni 2004, waarbij de beperking gold dat registratie alleen beschikbaar was voor juristen, accountants, artsen en ingenieurs in Frankrijk, Canada, Duitsland, het Verenigd Koninkrijk en de Verenigde Staten.
In maart 2005, herzag de registrator EnCirca de dienst, waardoor ongeverifieerde individuen en organisaties eveneens een .pro-domein konden inschrijven.
Na overleg met ICANN, werd .pro in september 2008 opnieuw gelanceerd, waarbij professionals zelf moeten aangeven dat ze terecht een domein laten inschrijven.